# لنا (کومونه)
لنا (به ایتالیایی: Lenna) یک کومونه در ایتالیا است که در استان برگامو واقع شده‌است. لنا ۱۲٫۸۸ کیلومتر مربع مساحت و ۶۷۶ نفر جمعیت دارد و ۴۶۵ متر بالاتر از سطح دریا واقع شده‌است.